# Viktor von Dankl
 (janvier 2025).
Viktor von Dankl est un général autrichien de la Première Guerre mondiale, né le 18 septembre 1854 à Udine, décédé le 8 janvier 1941 à Innsbruck.

## Formation
Victor Dankl naît dans la province de Venise alors autrichienne, où son père était capitaine. Il étudie à Gorizia puis à Trieste dans des écoles germanophones. En 1869 il entre en tant que cadet à St-Polten et enfin à l'Académie militaire thérésienne.
Il commande la 66e brigade d'infanterie en 1903 à Trieste puis, de 1905 à 1907, la 16e brigade d'infanterie, également basée à Trieste, et, jusqu'en 1912, la 36e Division d'infanterie à Zagreb puis pris la tête du 14e corps d'armée à Innsbruck.

## Première Guerre mondiale

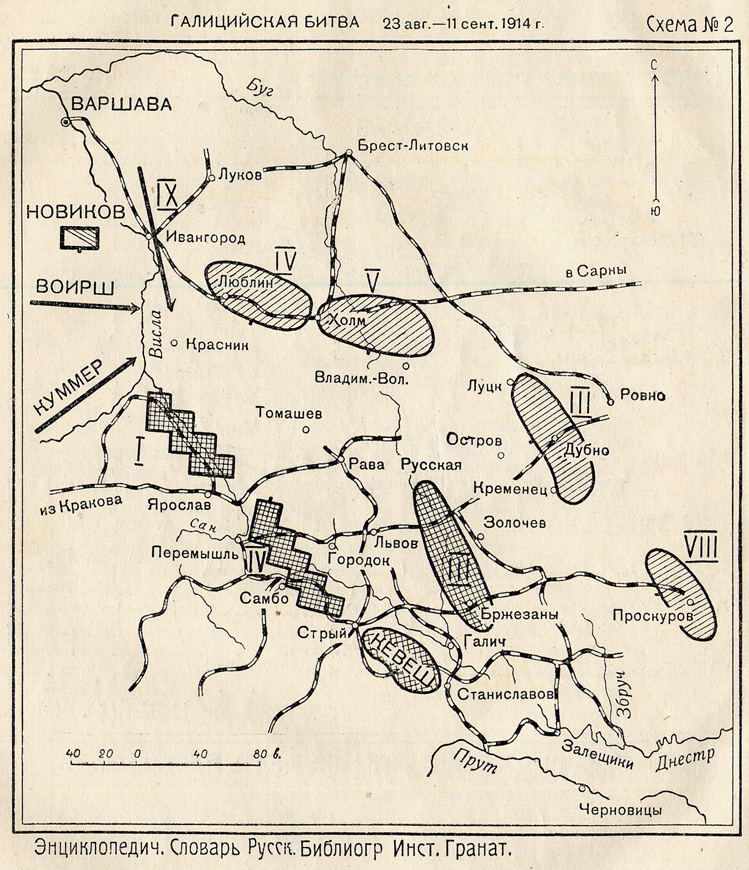
Bataille de Galicie (août-septembre 1914) : les 1re et 4e armées austro-hongroises (en échelons) face aux 3e et 4e armées russes.

En été 1914, il commande la 1re armée austro-hongroise, alors engagée sur le front de l'Est, sous les ordres du chef d'état-major général Franz Conrad von Hötzendorf. Le 22 août, il passe la rivière San et remporte la bataille de Krasnik : il est décoré de l'Ordre militaire de Marie-Thérèse et anobli juste au moment où les armées austro-hongroises subissent la désastreuse défaite de la bataille de Lemberg. Il prend une revanche partielle lors de la bataille de la Vistule au résultat indécis (septembre-octobre 1914).
En mai 1915, avec l'entrée de l'Italie dans la Première Guerre mondiale,il est nommé commandant en chef de la défense du Tyrol depuis son Q.G. de Bolzano. Ses troupes sous-équipées et en infériorité numérique restent sur la défensive. En mars 1916, il commande la 11e Armée et prend part à l'offensive sur l'Asiago dirigée par Conrad von Hötzendorf, son armée en pointe s'empare du plateau en attendant sa jonction avec la 3e armée, mais ils ne purent atteindre la plaine. L'offensive Broussilov sur le front de l'Est oblige à mettre fin à cette avancée devant l'obligation de réaffecter des troupes en Galicie.

## Retraite

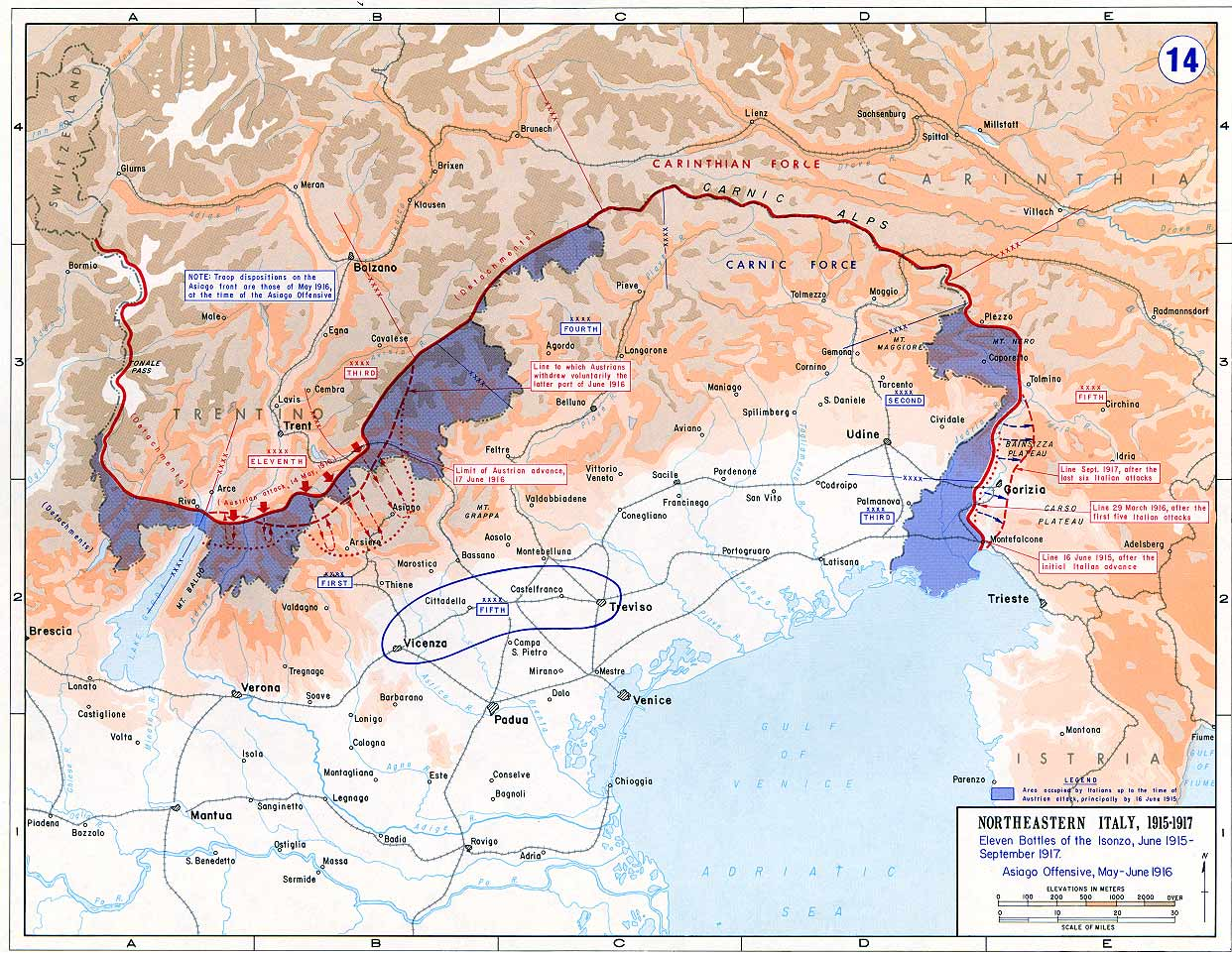
L'offensive sur l'Asiago (flèches rouges à gauche).

Le 17 juin 1916, il est démis de son commandement avec le général Pichler. Il subit une opération pour un goitre et affecté au commandement du Premier régiment des Gardes-du-corps, puis le 21 janvier 1917 le commandement des Gardes-du-corps. Il est élevé au titre de comte en 1918. En 1925, il assume la chancellerie de l'Ordre de Marie-Thérèse et de cette place prend fait et cause pour les anciens apparats, les anciens soldats et l'ancien ordre, il souhaite le retour de l'empereur. Lors de l'Anschluss qu'il désapprouve, en 1938, il se retire des affaires publiques. Il meurt le 8 janvier 1941 et est enterré au cimetière Wilten d'Innsbruck, trois jours après le décès de sa femme. Le IIIe Reich ne lui accorde pas les honneurs militaires.

## Décorations
- l'Ordre militaire de Marie-Thérèse
- Croix du mérite militaire (Autriche)
- Grand-croix de l'Ordre impérial de Léopold
- Croix de fer de première et deuxième classe
- Ordre Teutonique.